# Akademie hebrejského jazyka
Akademie hebrejského jazyka (hebrejsky האקדמיה ללשון העברית‎, ha-Akademija la-lašon ha-ivrit) je nejvyšší instituce moderního hebrejského jazyka. Byla založena v roce 1890 jako Hebrejský jazykový výbor v Jeruzalémě. V roce 1953 byla nahrazena Akademií hebrejského jazyka při Hebrejské univerzitě v Jeruzalémě v komplexu Giv'at Ram.